# Marché du Centre (Sceaux)

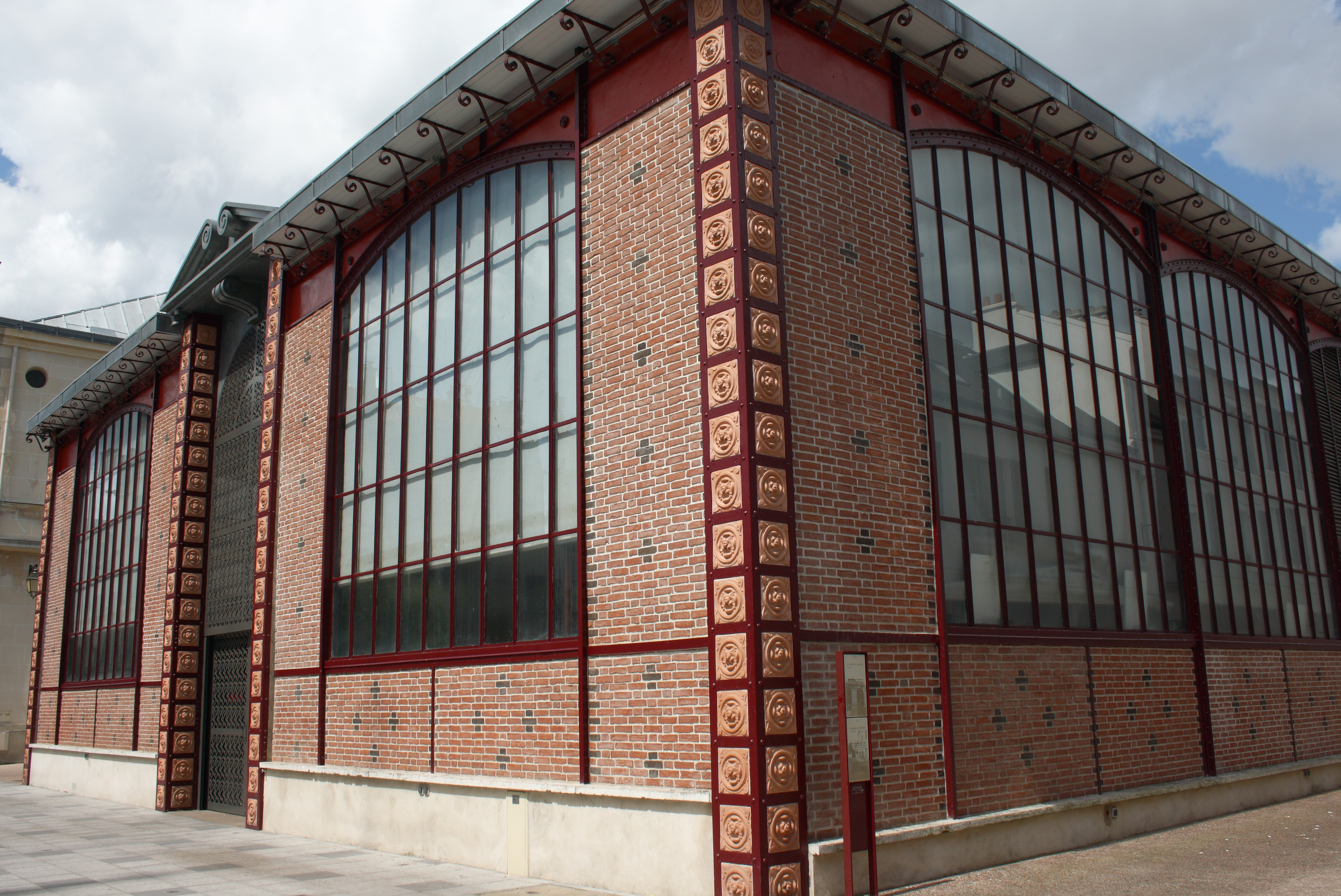
Markthalle in Sceaux

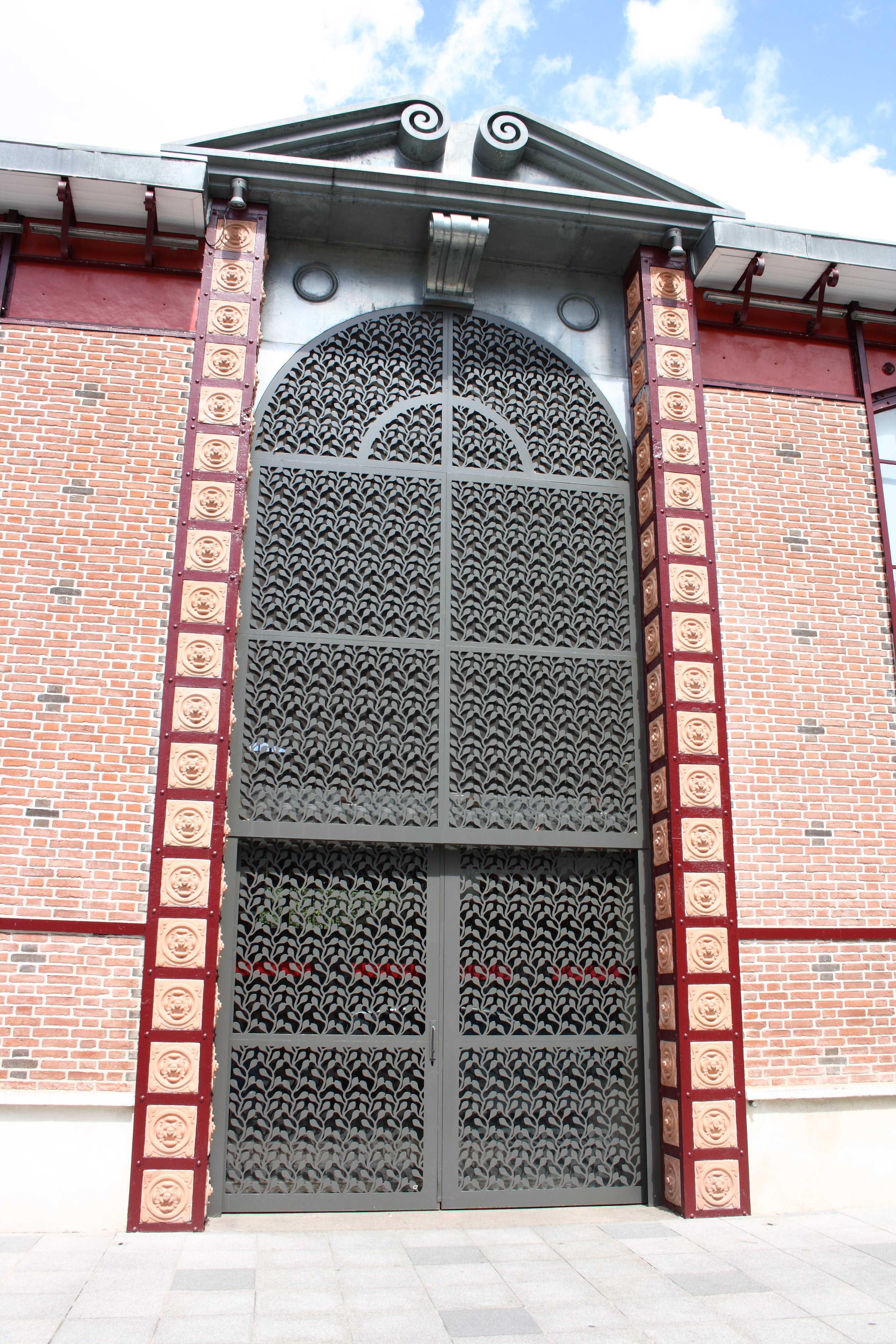
Eingang

Die Markthalle Marché du Centre in Sceaux, einer Stadt zehn Kilometer südwestlich von Paris im Département Hauts-de-Seine der Region Île-de-France, wurde 1895 errichtet. Die Markthalle befindet sich 64, avenue du Président Franklin Roosevelt.
Das Gebäude wurde für die Stadt Sceaux nach Plänen des Architekten P. Chaudesaygues durch das Unternehmen Milinaire frères errichtet. Der rechteckige Bau besteht aus einem Stahlgerüst mit Seitenwänden aus Backstein. Große Fensterfronten geben der Halle ausreichend Tageslicht. Das eiserne Portal wird von einem gesprengten Giebel bekrönt. In den letzten Jahren wurde die heute noch genutzte Markthalle umfassend renoviert.